# Philonthus quisquiliarius
Philonthus quisquiliarius är en skalbaggsart som först beskrevs av Leonard Gyllenhaal 1810.  Philonthus quisquiliarius ingår i släktet Philonthus, och familjen kortvingar. Arten är reproducerande i Sverige.